# Torsten Hiekmann
Torsten Hiekmann (født 17. marts 1980) er en tidligere tysk professionel cykelrytter, som har cyklet for det professionelle cykelhold Gerolsteiner.